# Пікноклин
Пікноклин — стратифікований шар води з максимальним градієнтом щільності. Є перешкодою для проходження гідроакустичного сигналу, що служить маскувальним фактором при ухиленні підводного човна від гідроакустичного пошуку надводних кораблів.
Моряки-підводники іноді називають його «рідким ґрунтом».
Пікноклин грає найважливішу роль в житті Світового океану. У шарі підвищеної щільності (глибина його залягання коливається від 25 до 100-120 м) вертикальні градієнти щільності можуть досягати дуже великих значень, і тоді він відіграє роль згаданого «рідкого ґрунту», на якому можуть зосереджуватися не тільки планктони, але й великі організми.